# Albánia a 2018. évi téli olimpiai játékokon
Albánia a dél-koreai Phjongcshangban megrendezett 2018. évi téli olimpiai játékok egyik részt vevő nemzete volt. Az országot az olimpián 1 sportágban 2 sportoló képviselte, akik érmet nem szereztek.

## Alpesisí
Férfi
| Versenyző  | Versenyszám      | 1. futam | 1. futam | 2. futam | 2. futam | Összesítés | Összesítés |
| Versenyző  | Versenyszám      | Idő      | Hely.    | Idő      | Hely.    | Idő        | Helyezés   |
| ---------- | ---------------- | -------- | -------- | -------- | -------- | ---------- | ---------- |
| Erjon Tola | Óriás-műlesiklás | 1:16,86  | 54.      | 1:16,77  | 49.      | 2:33,63    | 47.        |
| Erjon Tola | Műlesiklás       | 58,00    | 45.      | 59,06    | 35.      | 1:57,06    | 36.        |

Női
| Versenyző     | Versenyszám      | 1. futam      | 1. futam      | 2. futam | 2. futam | Összesítés | Összesítés |
| Versenyző     | Versenyszám      | Idő           | Hely.         | Idő      | Hely.    | Idő        | Helyezés   |
| ------------- | ---------------- | ------------- | ------------- | -------- | -------- | ---------- | ---------- |
| Suela Mehilli | Óriás-műlesiklás | 1:24,67       | 60.           | 1:21,90  | 54.      | 2:46,57    | 53.        |
| Suela Mehilli | Műlesiklás       | nem ért célba | nem ért célba | kiesett  | kiesett  | kiesett    | kiesett    |